# 荻田泰永
荻田 泰永（おぎた やすなが、1977年9月1日 - ）は、日本の冒険家（元N,A,P所属）。北極圏における単独徒歩行などに取り組んでいる。北海道上川郡鷹栖町在住。

## 経歴
- 荻田は1977年9月1日に神奈川県愛甲郡愛川町で生まれた。神奈川県立愛川高等学校を卒業後、神奈川工科大学へ進学するも3年で中退する。
- 1999年7月21日 テレビで偶然、極地冒険家の大場満郎の存在を知り、テレビの中で大場が語った北極冒険に魅せられた。
- 2000年、荻田は大場の企画した「北磁極を目指す冒険ウォーク2000」に参加し、カナダ北極圏のレゾリュート村から北磁極までの700km徒歩冒険行を行った。荻田にとって最初の海外旅行にして初の北極行で、それ以前にはアウトドア経験もなかったという。
- 2001年から 一人での冒険行をスタートさせ、以来、毎年のように北極圏各地を訪れている。
- 2012年 日本人初（世界3人目）となる「北極点無補給単独徒歩」に挑戦するも、海氷状況と天候悪化により17日目で断念した。
- 2013年11月 著書『北極男』を刊行。
- 2018年1月6日、日本人として初となる、南極点への徒歩による無補給・単独踏破に成功した[1][2]。

## 冒険歴
- 2000年 「北磁極を目指す冒険ウォーク2000」により、レゾリュートからの北磁極までの700km徒歩行
- 2001年 カナダ北極圏レゾリュート滞在トレーニング
- 2002年 レゾリュート〜グリスフィヨルド（カナダ最北集落）までの500km単独徒歩行
- 2003年 カナダ北極圏ビクトリア島徒歩行
- 2003年 夏のビクトリア島ツンドラトレック
- 2004年 グリーンランド犬ぞり縦断行、シオラパルク〜アンマサリク2000km
- 2006年 カナダ北極圏ケンブリッジベイ偵察行
- 2007年 レゾリュート〜ケンブリッジベイ1000km単独徒歩行（500km地点にて火傷により断念）
- 2008年 夏のツンドラトレック
- 2010年 レゾリュート〜北磁極700km無補給単独徒歩行
- 2011年 レゾリュート〜ジョアヘブン (Gjoa Haven) 〜ベイカーレイク (Baker Lake) 1600km徒歩行
- 2012年 北極点無補給単独徒歩に挑戦（途中断念）
- 2014年 北極点無補給単独徒歩に挑戦（途中断念）
- 2016年 グリスフィヨルド～シオラパルク徒歩横断　世界初

## 受賞歴
- 2011年度 ファウストA.G.アワード冒険家賞[3]
- 2017年度植村直己冒険賞
- 2022年度日本絵本賞大賞

## 著書
- 『北極男』（講談社、2012年、ISBN 978-4062182485）
- 『考える脚 北極冒険家が考える、リスクとカネと歩くこと』（KADOKAWA、2019年、ISBN 978-4046040367）